# 西条発電所
西条発電所（さいじょうはつでんしょ）は、愛媛県西条市喜多川853にある四国電力の石炭火力発電所。

## 概要
1965年11月に1号機が運転を開始、2号機までが建設された。当初は石油を主燃料としていたが、石油ショックを契機に石炭へ変更した。2005年からは木質バイオマスの混焼を開始している。

## 発電設備

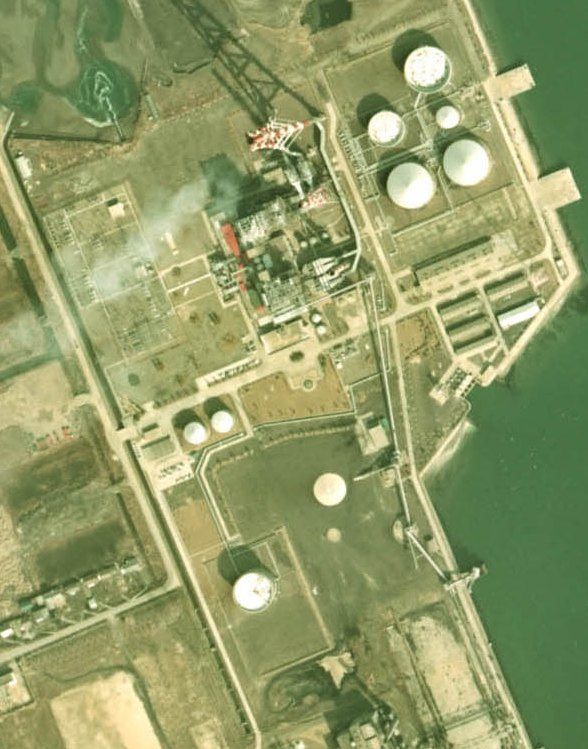
1974年の空中写真。

- 総出力：40.6万kW[1]
- 敷地面積：約30万m2

1号機
定格出力：50万kW
使用燃料：石炭
上記条件：超々臨界圧
営業運転開始：2023年(令和5年)6月30日
2号機
定格出力：25万kW
使用燃料：石炭（1984年1月に石油から燃料転換）、木質バイオマス
営業運転開始：1970年（昭和45年）6月1日

## 廃止された発電設備
旧1号機
定格出力：15.6万kW
使用燃料：石炭（1983年7月に石油から燃料転換）、木質バイオマス
営業運転開始：1965年（昭和40年）11月1日

## 木質バイオマスの混焼
廃木材を有効利用するとともに、化石燃料の消費抑制につながるとして木質バイオマスを燃料として導入。
混焼する木質バイオマスには、四国内の森林組合、製材所で発生する国産のスギ、ヒノキの樹皮や木片などを使用。年間使用量は約15000t/年を予定。
- 2003年7月～12月 実機(1号機､2号機)実証試験
- 2004年4月～5月 バイオマス貯蔵タンク等の建設
- 2005年6月2日 RPS制度対象設備として認定
- 2005年6月～7月 試運転
- 2005年7月4日 本格運用開始

1号機（混焼率2.0%以下）、2号機（混焼率3.0%以下）